# Sân bay quốc tế Osmani
Sân bay quốc tế Osmani (IATA: ZYL, ICAO: VGSY) là một sân bay nằm cách Sylhet 5 km về phía đông bắc, là sân bay quốc tế thứ ba của quốc gia này. Sân bay này thuộc quản lý của Cục hàng không dân dụng Bangladesh (CAAB), là nơi hoạt động của hãng hàng không quốc gia Biman Bangladesh Airlines, hãng chiếm phần lớn doanh thu tại sân bay này, GMG Airlines, hãng hàng không tư nhân đầu tiên ở Bangladesh và United Airways (Bangladesh), hãng hàng không Anh-Bangladeshi hoạt động trên các tuyến nội địa.
Sân bay Osmani được xây trong thời kỳ thực dân Anh. Sân bay này ban đầu có tên Sylhet Civil Airport nhưng sau đó đã được đặt tên theo General M A G Osmani, một anh hùng Bangladesh.
Tháng 2 năm 2008, chính phủ Bangladesh đã hiệu chỉnh hiệp ước hàng không với Ấn Độ và cho phép Air India cung cấp dịch vụ bay giữa Ấn Độ và sân bay này. Đây là lần đầu hãng hàng không nước ngoài được quyền bay tới sân bay này.

## Các hãng hàng không và các tuyến điểm
- Biman Bangladesh Airlines (Abu Dhabi, Dhaka, Doha, Dubai)
- GMG Airlines (Dhaka)
- United Airways (Bangladesh) (Dhaka)
- Royal Bengal (Dhaka)